# 神经通路
神经通路（英文：Neural pathway），是指一处神经元与另一处神经元之间的连接通路，由轴突、突触等组成，可传递神经系统的信号。神经元之间可由单个轴突连接，也可由含多个轴突的神经径（中枢神经系统）或神经束（周围神经系统）连接。较短的神经通路存在于脑灰质中，较长的通路包含髓磷脂（髓鞘）、构成白质。
锥体束中的下行神经通路（运动）自大脑皮层起连接至脑干或脊髓，而背柱-内侧丘系中的上行神经通路（感觉）将感官信息传递至大脑皮层。